# 変動金利
変動金利（英語: Floating interest rate。Variable rate または Adjustable rateとも）は、金融に関する用語で、金利に関する金融商品取引のうち、一方から他方へ支払われる利息の額の計算に用いる利率として、（あらかじめ当事者間で定めた）金利ベンチマークを参照して用いる取引において、当該利率決定方式のこと、および支払われる金利を指す。
反対に、金利ベンチマークは参照せず、あらかじめ当事者間で具体的に 0.04% などと定めた利率をそのまま用いる場合の、当該利率決定方式、および支払われる金利を、固定金利（英語: Fixed interest rate）という。

## 変動金利を含む取引例

### 変動金利型銀行融資
顧客が銀行から融資を受ける際の、金利計算に関する契約条項において、「{金利ベンチマーク名}のNヶ月もの + X% とする」などと定められている場合、これは変動金利を用いていると言える。
より具体的な例として、ある顧客がある銀行から300万円を借りるとする。契約条項では、6ヶ月ごとに金利を支払い、その金利は「LIBOR6ヶ月もの + 4%」とする、とされているとする。金利ベンチマークは取引ごとにいくつかある選択肢から選択されるが、ここでは「LIBOR」が金利ベンチマークとして選択されたことになる。また、（少なくとも）日本円のLIBORでは6ヶ月もの以外にも、3ヶ月もの、1ヶ月ものといったものが存在しその値が公表されており、取引ごとにこの部分も選択可能であるが、今回は「6ヶ月もの」が選択されたということになる。なお「+ 4%」の部分は銀行によって、または同じ銀行であっても顧客によって異なってくる部分となる（※例として一般に、信用力の高い顧客であればあるほどこの部分の値は小さくなっていく）。
一般に、契約開始から6ヶ月間の部分についての（顧客が銀行に払う）金利は、契約開始時点で適用される金利ベンチマーク（※本例ではLIBOR6ヶ月もの）の値をもとに計算される。契約開始時点で適用される円LIBOR6ヶ月ものの公表値が5%だったとすると、契約開始から6ヶ月間の部分についての金利の利率は5 + 4の結果である 9%であることになる。これらはすべて年利での表記であるから、大まかには金利額は300×0.09/2 、すなわち13.5万円となる。
次に、契約開始から6ヶ月の時点から同1年の時点までの期間分についての金利は、「契約開始から6ヶ月の時点」で適用されるLIBOR6ヶ月ものの値をもとに計算される。「契約開始から6ヶ月の時点」で適用されるLIBOR6ヶ月ものの公表値が6%だったとすると、契約開始から6ヶ月の時点から同1年の時点までの期間分についての金利の利率は、6 + 4 の結果である10%となる。留意すべき点として、この値（※以降の変動金利の利率すべてについても同様）は契約締結時点では、顧客側も銀行側も（大雑把な予測はできてもも）知ることはできない。顧客側から見れば、（1回目に払う金利はともかく）2回目以降に払う金利については、適用されるある一点のLIBORの値が高くなれば（金利として）支払う額も大きくなるとし、ある一点のLIBORの値が低くなれば（金利として）支払う額も小さくなる。

### 変動金利型住宅ローン[4][5]
住宅ローンを大きく、変動金利型と固定金利型にわけたときの前者。日本における住宅ローンの変動金利のベンチマークとしては、短期プライムレートがよく用いられる。

### 金利スワップ

#### 変動金利と固定金利間
狭義の金利スワップ。2当事者のそれぞれが、変動金利と固定金利のそれぞれを互いに払いあう。円金利におけるプレイン・バニラ・スワップ（最も標準的な類型）では、LIBOR、特に6か月LIBORが変動金利として用いられる。

#### 変動金利と変動金利間
異なるベンチマークを参照する2つの変動金利間のもの。すなわち、変動金利（ベンチマークX参照）と変動金利（ベンチマークY参照）のそれぞれを互いに払いあう。ベーシススワップとも言う。
同じベンチマーク名だが期間の異なる変動金利同士の場合もあれば、異なるベンチマークの変動金利同士の場合もある。
一例として、6か月LIBORと3か月LIBORのもの、6か月LIBORと6か月TIBORのもの等。